# NBA Draft
De NBA Draft is een jaarlijks terugkerende draft georganiseerd door de National Basketball Association (NBA) en werd voor het eerst georganiseerd in 1947. Tijdens de draft stellen verschillende basketballers uit de wereld zich kandidaat om gekozen te worden door een ploeg uit de NBA. Jaarlijks worden er zo zestig spelers gekozen uit zij die zich dat jaar kandidaat hebben gesteld en die aan bepaalde voorwaarden voldoen.

## Selectievoorwaarden
De spelers moeten tijdens het kalenderjaar van de draft minstens 19 jaar oud zijn, en een speler die aan een Amerikaanse middelbare school basketbal heeft kunnen spelen, moet ook al minstens één jaar weg zijn van High School. Er worden restricties opgelegd voor spelers die met sportmakelaars tekenen en voor spelers die zich aanmelden voor en zich terugtrekken uit de draft - hoewel de meeste daarvan enkel voor de NCAA en niet voor de NBA gelden. Tijdens dit hele proces zijn er slechts 44 spelers die van High School meteen naar de NBA trokken.
In de beginjaren van de draft selecteerden de teams spelers totdat er geen kandidaten meer over waren. In 1960 en 1968 waren er 21 rondes. In 1974 was het aantal ronden gestabiliseerd op 10 (behalve in 1977, toen het acht ronden waren), wat zo bleef tot 1985, toen de draft werd ingekort tot zeven ronden. Door een overeenkomst met de National Basketball Players Association werden de drafts vanaf 1989 beperkt tot twee rondes, waardoor niet-geselecteerde spelers de kans kregen om voor elk team zich zelf te tonen om zo toch nog een contract te krijgen.
Van 2009 tot en met 2015 hadden de college underclassmen tot de dag voor de tekenperiode in april de tijd om hun naam uit de draft terug te trekken en hun NCAA eligibility te behouden. Sinds 2016 konden spelers zich inschrijven voor de draft en meerdere keren deelnemen aan de NBA Draft Combine en hun NCAA eligibility behouden door zich terug te trekken uit de draft binnen 10 dagen na het einde van de NBA draft combine medio mei.

## Draft lottery
De NBA Draft Lottery is een jaarlijks evenement van de NBA, waarbij de teams die het afgelopen jaar de play-offs niet hebben gehaald, deelnemen aan een loterijachtig proces om de eerste drie picks van de draft te bepalen. Het team met het slechtste record kreeg de beste kansen om de eerste pick te ontvangen tot in 2018. De NBA introduceerde het loterij proces in 1985. De competitie probeerde beschuldigingen tegen te gaan dat bepaalde teams expres verloren om een kans te krijgen om deel te nemen aan de jaarlijkse coin flip, waarbij het slechtste team in elke divisie een munt opgooit om te zien wie de eerste keuze krijgt in de komende draft. Sinds 2019 worden de eerste vier picks bepaald door de loterij.
In het loterijsysteem gebruikt de competitie "een loterijachtige pingpongbalmachine met 14 ballen genummerd van 1-14, en 1.000 combinaties van vier cijfers worden toegewezen aan de 14 loterijteams." Tot 2018 kreeg het slechtste team 250 combinaties, het op één na slechtste kreeg er 199, het op twee na slechtste team 156, enzovoorts. De eerste drie draft picks werden bepaald. Vanaf 2019 krijgen de drie slechtste teams elk 140 combinaties, het vierde slechtste 125, enzovoort. Die drie teams zullen een gelijke kans hebben om de top overall pick te winnen. Nadat de eerste vier picks zijn bepaald, worden de rest van de teams in omgekeerde volgorde gerangschikt op basis van hun resultaten in het vorige seizoen, net als in het vorige systeem.
De loterij wordt meestal gehouden in de derde of vierde week van mei. De NBA doet er alles aan om het selectieproces eerlijk te laten verlopen en er op geen enkele manier mee te knoeien. "De eigenlijke loterijprocedure vindt plaats in een aparte ruimte vlak voor de nationale uitzending op ESPN. Selecte leden van de media, NBA officials en vertegenwoordigers van de deelnemende teams en het accountantskantoor Ernst & Young zullen aanwezig zijn bij de trekking." Aanwezigen mogen geen mobiele telefoon of andere elektronische toegang hebben tot de bekendmaking van de nummer één keuze tijdens de televisie-uitzending.

## Eerst gekozenen
| Jaar      | Club                    | Speler             | Nationaliteit | Positie        | School / Club           |
| --------- | ----------------------- | ------------------ | ------------- | -------------- | ----------------------- |
| BAA Draft |                         |                    |               |                |                         |
| 1947      | Pittsburgh Ironmen      | Clifton McNeely    | USA           | Guard          | Texas Wesleyan          |
| 1948      | Providence Steamrollers | Andy Tonkovich     | USA           | Guard/Forward  | Marshall                |
| 1949      | Providence Steamrollers | Howie Shannon      | USA           | Center         | Kansas State            |
| NBA Draft |                         |                    |               |                |                         |
| 1950      | Boston Celtics          | Charlie Share      | USA           | Center         | Bowling Green           |
| 1951      | Baltimore Bullets       | Gene Melchiorre    | USA           | Guard          | Bradley                 |
| 1952      | Milwaukee Hawks         | Mark Workman       | USA           | Center         | West Virginia           |
| 1953      | Baltimore Bullets       | Ray Felix          | USA           | Guard/Forward  | Long Island             |
| 1954      | Baltimore Bullets       | Frank Selvy        | USA           | Forward/Center | Furman                  |
| 1955      | Milwaukee Hawks         | Dick Ricketts      | USA           | Guard/Forward  | Duquesne                |
| 1956      | Rochester Royals        | Sihugo Green       | USA           | Guard/Forward  | Duquesne                |
| 1957      | Cincinnati Royals       | Rod Hundley        | USA           | Guard          | West Virginia           |
| 1958      | Minneapolis Lakers      | Elgin Baylor       | USA           | Forward        | Seattle                 |
| 1959      | Cincinnati Royals       | Bob Boozer         | USA           | Forward        | Kansas State            |
| 1960      | Cincinnati Royals       | Oscar Robertson    | USA           | Guard/Forward  | Cincinnati              |
| 1961      | Chicago Packers         | Walt Bellamy       | USA           | Center         | Indiana                 |
| 1962      | Chicago Zephyrs         | Bill McGill        | USA           | Forward/Center | Utah                    |
| 1963      | New York Knicks         | Art Heyman         | USA           | Forward/Guard  | Duke                    |
| 1964      | New York Knicks         | Jim Barnes         | USA           | Center/Forward | Texas Western           |
| 1965      | San Francisco Warriors  | Fred Hetzel        | USA           | Forward/Center | Davidson                |
| 1966      | New York Knicks         | Cazzie Russell     | USA           | Forward/Guard  | Michigan                |
| 1967      | Detroit Pistons         | Jimmy Walker       | USA           | Guard          | Providence              |
| 1968      | San Diego Rockets       | Elvin Hayes        | USA           | Center/Forward | Houston                 |
| 1969      | Milwaukee Bucks         | Lew Alcindor       | USA           | Center         | UCLA                    |
| 1970      | Detroit Pistons         | Bob Lanier         | USA           | Center         | St. Bonaventure         |
| 1971      | Cleveland Cavaliers     | Austin Carr        | USA           | Guard          | Notre Dame              |
| 1972      | Portland Trail Blazers  | LaRue Martin       | USA           | Center         | Loyola                  |
| 1973      | Philadelphia 76ers      | Doug Collins       | USA           | Guard/Forward  | Illinois State          |
| 1974      | Portland Trail Blazers  | Bill Walton        | USA           | Center         | UCLA                    |
| 1975      | Atlanta Hawks           | David Thompson     | USA           | Forward/Guard  | NC State                |
| 1976      | Houston Rockets         | John Lucas         | USA           | Guard          | Maryland                |
| 1977      | Milwaukee Bucks         | Kent Benson        | USA           | Center         | Indiana                 |
| 1978      | Portland Trail Blazers  | Mychal Thompson    | JAM           | Forward/Center | Minnesota               |
| 1979      | Los Angeles Lakers      | Magic Johnson      | USA           | Guard/Forward  | Michigan State          |
| 1980      | Golden State Warriors   | Joe Barry Carroll  | USA           | Center         | Purdue                  |
| 1981      | Dallas Mavericks        | Mark Aguirre       | USA           | Forward        | DePaul                  |
| 1982      | Los Angeles Lakers      | James Worthy       | USA           | Forward        | North Carolina          |
| 1983      | Houston Rockets         | Ralph Sampson      | USA           | Center         | Virginia                |
| 1984      | Houston Rockets         | Hakeem Olajuwon    | NGR           | Center         | Houston                 |
| 1985      | New York Knicks         | Patrick Ewing      | USA           | Center         | Georgetown              |
| 1986      | Cleveland Cavaliers     | Brad Daugherty     | USA           | Center         | North Carolina          |
| 1987      | San Antonio Spurs       | David Robinson     | USA           | Center         | Navy                    |
| 1988      | Los Angeles Clippers    | Danny Manning      | USA           | Forward        | Kansas                  |
| 1989      | Sacramento Kings        | Pervis Ellison     | USA           | Center         | Louisville              |
| 1990      | New Jersey Nets         | Derrick Coleman    | USA           | Forward/Center | Syracuse                |
| 1991      | Charlotte Hornets       | Larry Johnson      | USA           | Forward        | UNLV                    |
| 1992      | Orlando Magic           | Shaquille O'Neal   | USA           | Center         | LSU                     |
| 1993      | Orlando Magic           | Chris Webber       | USA           | Forward        | Michigan                |
| 1994      | Milwaukee Bucks         | Glenn Robinson     | USA           | Forward        | Purdue                  |
| 1995      | Golden State Warriors   | Joe Smith          | USA           | Forward        | Maryland                |
| 1996      | Philadelphia 76ers      | Allen Iverson      | USA           | Guard          | Georgetown              |
| 1997      | San Antonio Spurs       | Tim Duncan         | USA           | Forward/Center | Wake Forest             |
| 1998      | Los Angeles Clippers    | Michael Olowokandi | NGR           | Center         | Pacific                 |
| 1999      | Chicago Bulls           | Elton Brand        | USA           | Forward        | Duke                    |
| 2000      | New Jersey Nets         | Kenyon Martin      | USA           | Forward        | Cincinnati              |
| 2001      | Washington Wizards      | Kwame Brown        | USA           | Center         | Glynn Academy HS        |
| 2002      | Houston Rockets         | Yao Ming           | CHN           | Center         | Shanghai Sharks         |
| 2003      | Cleveland Cavaliers     | LeBron James       | USA           | Forward        | St. Vincent–St. Mary HS |
| 2004      | Orlando Magic           | Dwight Howard      | USA           | Center         | SACA                    |
| 2005      | Milwaukee Bucks         | Andrew Bogut       | AUS           | Center         | Utah                    |
| 2006      | Toronto Raptors         | Andrea Bargnani    | ITA           | Forward/Center | Benetton Treviso        |
| 2007      | Portland Trail Blazers  | Greg Oden          | USA           | Center         | Ohio State              |
| 2008      | Chicago Bulls           | Derrick Rose       | USA           | Guard          | Memphis                 |
| 2009      | Los Angeles Clippers    | Blake Griffin      | USA           | Forward        | Oklahoma                |
| 2010      | Washington Wizards      | John Wall          | USA           | Guard          | Kentucky                |
| 2011      | Cleveland Cavaliers     | Kyrie Irving       | USA           | Guard          | Duke                    |
| 2012      | New Orleans Hornets     | Anthony Davis      | USA           | Forward/Center | Kentucky                |
| 2013      | Cleveland Cavaliers     | Anthony Bennett    | CAN           | Forward        | UNLV                    |
| 2014      | Cleveland Cavaliers     | Andrew Wiggins     | CAN           | Forward/Guard  | Kansas                  |
| 2015      | Minnesota Timberwolves  | Karl-Anthony Towns | DOM           | Center         | Kentucky                |
| 2016      | Philadelphia 76ers      | Ben Simmons        | AUS           | Forward/Guard  | LSU                     |
| 2017      | Philadelphia 76ers      | Markelle Fultz     | USA           | Guard          | Washington              |
| 2018      | Phoenix Suns            | Deandre Ayton      | BAH           | Center         | Arizona                 |
| 2019      | New Orleans Pelicans    | Zion Williamson    | USA           | Forward        | Duke                    |
| 2020      | Minnesota Timberwolves  | Anthony Edwards    | USA           | Guard          | Georgia                 |
| 2021      | Detroit Pistons         | Cade Cunningham    | USA           | Guard          | Oklahoma State          |
| 2022      | Orlando Magic           | Paolo Banchero     | ITA           | Forward        | Duke                    |
| 2023      | San Antonio Spurs       | Victor Wembanyama  | FRA           | Forward        | Metropolitans 92        |
| 2024      | Atlanta Hawks           | Zaccharie Risacher | FRA           | Forward        | ASVEL Basket            |
| 2025      | Dallas Mavericks        | Cooper Flagg       | USA           | Forward        | Duke                    |